# Johnnie Walker (Schauspieler)
Johnnie Walker (* 7. Januar 1894 in New York City, New York als John William Walker; † 5. Dezember 1949 ebenda), manchmal auch als Johnny Walker bekannt, war ein amerikanischer Schauspieler und Produzent, der vom Stummfilmzeitalter bis in die späten 1930er Jahre populär war. Er trat in einer Vielzahl von Kurz- und Spielfilmen auf, darunter die sehr erfolgreichen Filme „Captain Fly-by-Night“, „Over the Hill to the Poorhouse“, „Broken Hearts of Broadway“ und „Old Ironsides“. Seine Filmkarriere begann er im Jahr 1915. Bis zuletzt 1939 war er in mehr als 100 Produktionen zu sehen.

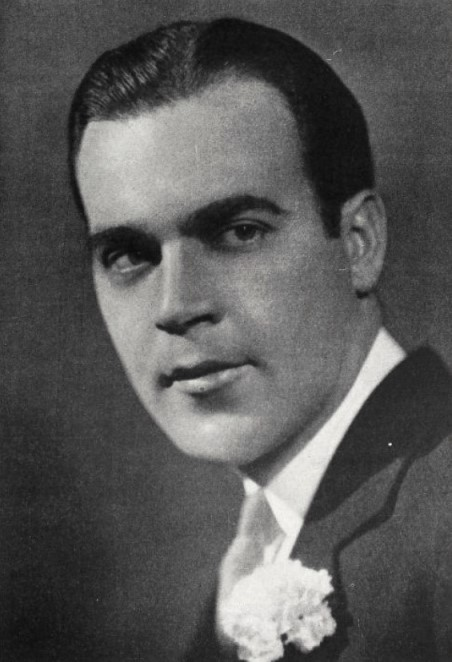
Walker im Juni 1925

## Hintergrund
Der älteste Sohn von William (1865–1940) und Johanna Walker (1871–1942), John William Walker, wurde am 7. Januar 1894 in New York City geboren. Sein Vater war Klempner in der Stadt. Der junge Walker diente als Zahlmeister in der United States Naval Reserve Force von Dezember 1918 bis Mai 1919.

## Filme (Auswahl)
- Destruction (1915)
- Cohen's Luck (1915)
- On Dangerous Paths (1915)
- Greater Than Fame (1920)

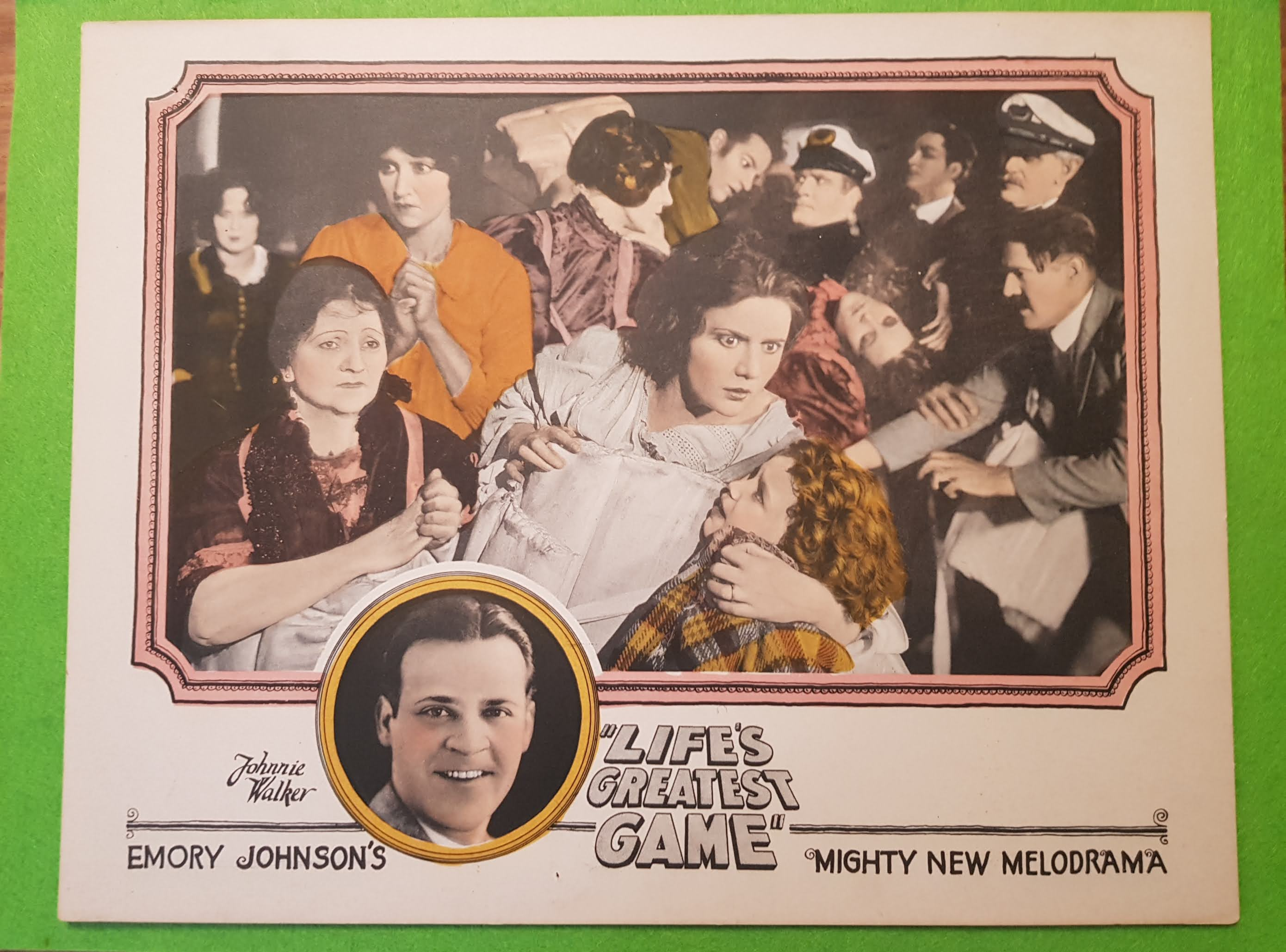
Life's Greatest Game (1924)

- Over the Hill to the Poorhouse (1920)
- Fantômas (1920)
- Bachelor Apartments (1921)
- What Love Will Do (1921)
- Play Square (1921)
- The Jolt (1921)
- Live Wires (1921)
- Extra! Extra! (1922)
- Captain Fly-by-Night (1922)
- The Third Alarm (1922)
- The Fourth Musketeer (1923)
- Mary of the Movies (1923)
- Red Lights (1923)
- Broken Hearts of Broadway (1923)
- Children of Dust (1923)
- Fashionable Fakers (1923)
- The Mailman (1923)
- Der Markt der Seelen (Souls for Sale) (1923, Cameo)
- Wine of Youth (1924)
- Life's Greatest Game (1924)
- Galloping Hoofs (1924)
- The Mad Dancer (1925)
- Lena Rivers (1925)
- The Scarlet West (1925)
- Lilies of the Streets (1925)
- The Reckless Sex (1925)
- Children of the Whirlwind (1925)
- The Earth Woman (1926)
- Lightning Reporter (1926)
- Morganson's Finish (1926)
- Transcontinental Limited (1926)
- Honesty – The Best Policy (1926)
- Fangs of Justice (1926)
- Korsaren (Old Ironsides) (1926)
- The Clown (1927)
- The Snarl of Hate (1927)
- Sing-Sing – Das Haus ohne Hoffnung (Held by the Law) (1927)
- Good Time Charley (1927)
- The Swell-Head (1927)
- The Princess on Broadway (1927)
- Wolves of the Air (1927)
- Pretty Clothes (1927)
- Rose of the Bowery (1927)
- Bare Knees (1928)
- So This Is Love? (1928)
- The Matinee Idol (1928)
- Vultures of the Sea (1928)
- Melody Man (1930)
- Ladies of Leisure (1930)
- Ladies in Love (1930)
- The Girl of the Golden West (1930)
- Enemies of the Law (1931)
- The Swellhead (1931)